# 手湯

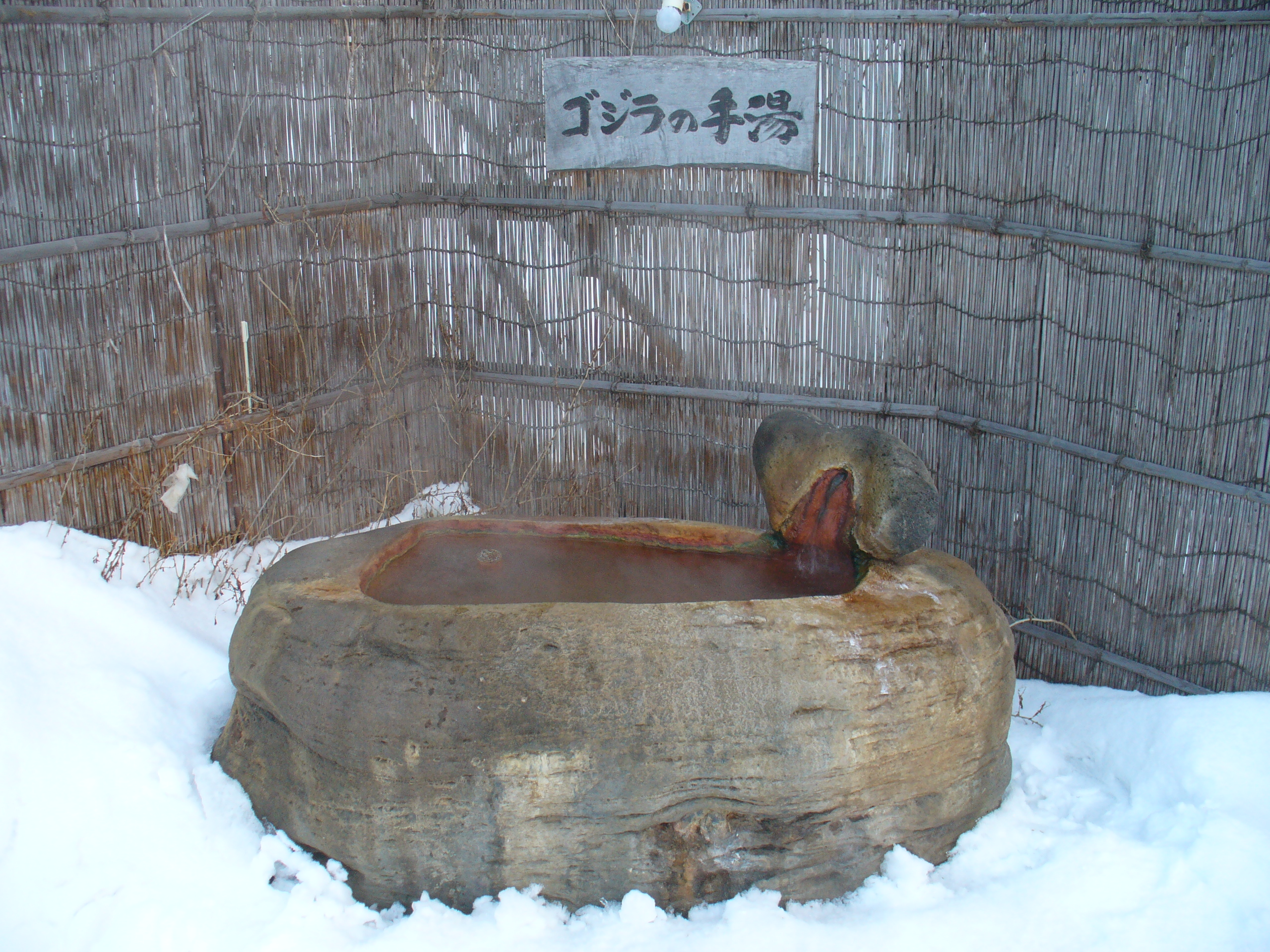
ウトロ温泉ゴジラの手湯

手湯（てゆ）は、手を温泉等に浸す入浴法。そのための設備およびそれが設置してある場所のことも指す。手浴（しゅよく、てよく）は同様の入浴法を指し、介護福祉士の試験問題に出題されることもあり、健康分野で研究されている。
足湯よりもさらに気軽に温泉を楽しむための施設である。足湯のように座る設備が必ずしも備えられているわけではないので、一般的に湯に浸かる時間は短くなる。手を浸す方法は、浴槽につけるタイプと湯口から出てくる温泉水に手をかざすタイプに分かれる。浴槽型は足湯と組み合わせて設置されている場合もある。
手湯を初めて設置したのは阿寒湖温泉であるとされる。以降気軽に温泉を楽しむことができる設備として各地の温泉街で普及していき、洞爺湖温泉や道後温泉のように手湯足湯めぐりを名物とする温泉地も登場している。
入浴あるいは手洗いができない入院患者に手浴を行うことがある。2019年までの手浴の研究は、ランダム化比較試験が3研究、ほかに9研究あり、湯温は39-42度、浸潤時間はたいてい10分間であり、手浴していない身体部位の皮膚温度の上昇が推察できる。冬に右手の手浴10分で、手浴の15分後から左手の表面温度は上昇し1時間持続し、左手の水分量も増加した。全身浴と比較して、手浴でも湯外の部位の温度感覚の差がなく代用できる可能性が示された。リラックス効果が見られた。手浴では、交感神経/副交感神経のいずれかが優位な状態では相対する方へ傾けることで 自律神経のバランスを調節する効果が見られた。15名で実施した高齢者の入眠2時間前の手浴では、手浴なしに比較して睡眠時間の延長や疲労回復の良い評価が得られたが、入眠を促すかは個人差が大きく一定の結論は導けなかった。手浴による脳の血流量の増加は、成人10名では平均12.4%、入院者6名で平均28.2%であった。
手浴より効果はないものの、親指だけの親指浴でも温浴効果が期待できる。

## ギャラリー

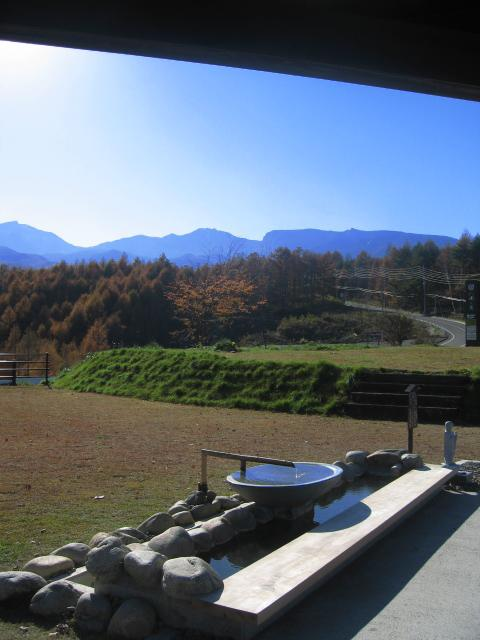
松原湖温泉八峰の湯（足湯付手湯）